# Giske
Gmina Giske (norw. Giske kommune) – norweska gmina leżąca w regionie Møre og Romsdal. Jej siedzibą jest miasto Valderøya.
Giske jest 423. norweską gminą pod względem powierzchni.

## Demografia
Według danych z roku 2005 gminę zamieszkuje 6591 osób. Gęstość zaludnienia wynosi 165,56 os./km². Pod względem zaludnienia Giske zajmuje 150. miejsce wśród norweskich gmin.
| ludność stan na 1 stycznia 2005 |         |           |       |
|                                 | kobiety | mężczyźni | razem |
| osób                            | 3325    | 3266      | 6591  |
| %                               | 50,45%  | 49,55%    | 100%  |

| wykształcenie stan na 1 października 2004 |        |         |        |        |
|                                           | podst. | średnie | wyższe | niezn. |
| osób                                      | 1049   | 3073    | 797    | 88     |
| %                                         | 20,95% | 61,37%  | 15,92% | 1,76%  |

## Edukacja
Według danych z 1 października 2004:
- liczba szkół podstawowych (norw. grunnskolar): 7
- liczba uczniów szkół podst.: 997

## Władze gminy
Według danych na rok 2011 administratorem gminy (norw. rådmann) jest Martin G. Bostad, natomiast burmistrzem (norw. ordfører, d. borgermester) jest Knut Støbakk.